# Biała flaga
Biała flaga – flaga stosowana w trakcie konfliktów zbrojnych jako znak kapitulacji. Używana także przez wysyłanych w kierunku przeciwnika parlamentariuszy, jako znak iż nie zamierzają oni podejmować działań bojowych (co prawnie czyni ich nietykalnymi), a także przez cywilów w miejscowościach na linii frontu w celu zamanifestowania, iż w ich domach nie ma ukrytych żołnierzy. Jej status oraz zakres użytkowania w trakcie wojny regulowany jest w art. 32 konwencji haskich z 29 lipca 1899 r. i 18 października 1907 r.

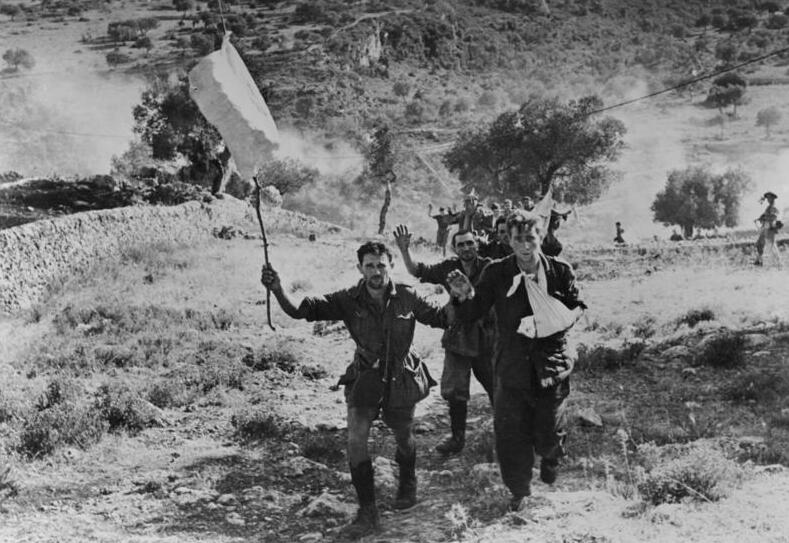
Poddający się żołnierze włoscy z białą flagą (1943)
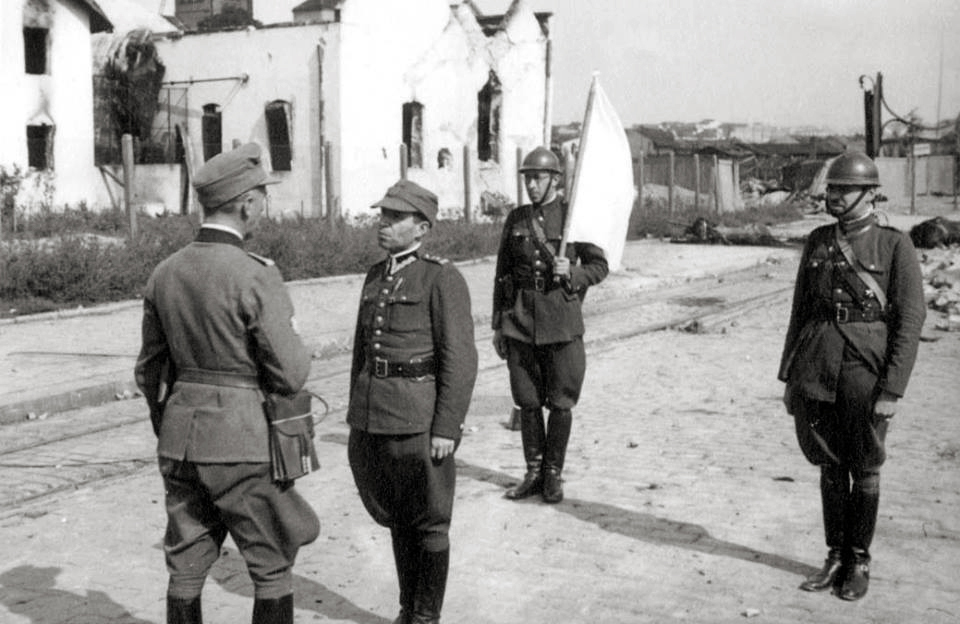
Polscy parlamentariusze z białą flagą (1939)
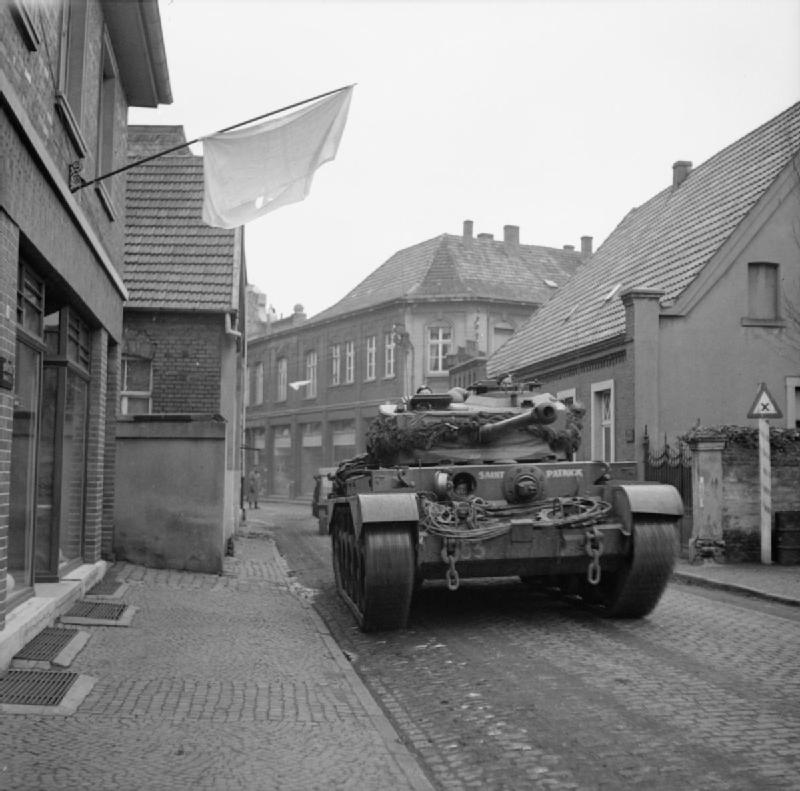
Biała flaga na cywilnym domu w Niemczech (1945)

## Jako flaga wyścigowa
Biała flaga używana jest także podczas wyścigów samochodowych (zob. flagi wyścigowe). W wyścigach organizowanych przez FIA (np. Formuła 1) oraz w Champ Car i V8 Supercars pokazanie przez sędziów białej flagi ostrzega kierowców przed znajdującym się przed nimi pojazdem poruszającym się znacznie wolniej od pozostałych, natomiast w NASCAR i Indy biała flaga wywieszana jest na wieży startera przy linii mety w chwili, kiedy samochody czołówki wyścigu rozpoczynają ostatnie okrążenie.

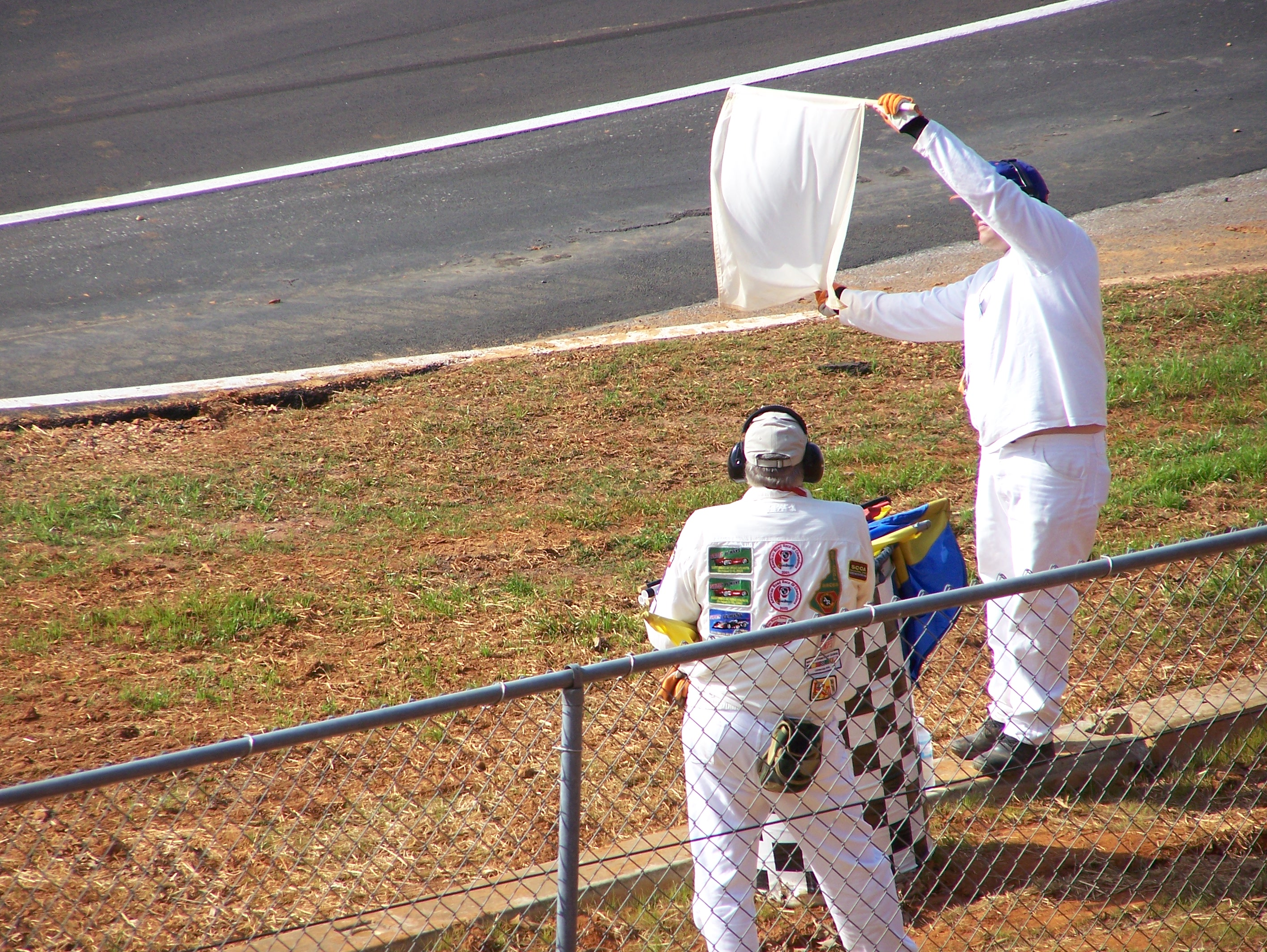
Biała flaga w trakcie wyścigu SCCA Road Atlanta